# 柔佛苏丹
柔佛苏丹是马来西亚柔佛州内世袭的最高统治者。
以往，苏丹拥有至高的统治权力，并有一位宰相辅助。如今，宰相的职务则由州务大臣取代。
柔佛苏丹的官方称号是“Duli Yang Maha Mulia Sultan dan Yang di-Pertuan bagi Negeri dan Jajahan Takluk Johor Darul Takzim”（柔佛尊嚴之邦及其領土之蘇丹和元首陛下）。

## 《柔佛憲法》規範下
根据柔佛宪法，“拉惹”是用来指管理柔佛州政府，其所有殖民地和地区的统治者。
被委任的柔佛苏丹必须为巫族，拥有现今柔佛皇室血脉（天猛公王朝）并且是伊斯兰教徒。这些条规也适用于柔佛王室继承者身上。

## 王位继承
根据柔佛宪法，被委任的统治者，应为苏丹阿布·巴卡的后裔。此条文还强调，被委任的统治者如果不是他的后裔，而他仍有其他符合成为统治者资格的后裔，则这位统治者则不被承认、不能成为苏丹。若他的后裔虽然存在，却拥有较大的缺陷（有精神病、失明、哑）或者有伊斯兰法律中不良的习惯，则不符合成为统治者的资格，可以被豁免。
此条文还阐明，若没有苏丹阿布·巴卡的直属后裔符合成为统治者的资格，则应任命从天猛公伊布拉欣之后裔，即为苏丹阿布·巴卡的兄弟之后裔中符合资格者。如果两人的后裔中都没有符合资格者，则应任命天猛公阿都拉曼之后裔，即为天猛公依布拉欣的兄弟之后裔中符合资格者。每个统治者继承人应与当时统治者拥有确凿的血缘关系，并且是受大家承认的。
如果上述三人的后裔中，都没有符合成为统治者资格者，柔佛宪法就赋予政府和柔佛皇家理事会权力，任命非皇室血统者成为统治者。此位新统治者，必须是一位巫族男性穆斯林、成年的柔佛州州民、拥有自由身份而非奴隶阶级、行为举止良好、以及拥有广泛的知识、擅于写作和阅读。
通常在统治者驾崩前，他会先委任好继承者。根据宪法，最适合成为王储的是柔佛苏丹的长子。他的官方称号为柔佛王储，此称号仅可让唯一的王储使用，纵使是其他非继承者的王子也不能使用。然而，柔佛苏丹有权从他的儿子中任命继承者，若他认为长子不符合成为继承者的资格，他也可以选择其他的王子成为继承者。
若继承者在统治者驾崩后，登基时未满21岁（根据伊斯兰历計算），皇家理事会则需要委派一名大臣攝政，无论该攝政王是否为皇室成員。攝政王将管理國家直到统治者成年为止。如果还未成年的统治者或攝政王本身违反了法律，则该攝政王可被撤职或取代。

## 历任柔佛苏丹
| 顺序                           | 名字                                   | 任期开始       | 任期结束       |
| 马六甲苏丹王朝                 | 马六甲苏丹王朝                         | 马六甲苏丹王朝 | 马六甲苏丹王朝 |
| ------------------------------ | -------------------------------------- | -------------- | -------------- |
| 1                              | 蘇丹馬末沙一世                         | 1511年         | 1528年         |
| 2                              | 蘇丹阿拉烏丁利亚沙二世（拉惹阿里）     | 1528年         | 1564年         |
| 3                              | 蘇丹慕查法沙二世                       | 1564年         | 1579年         |
| 4                              | 蘇丹阿都加里爾沙一世                   | 1579年         | 1580年         |
| 5                              | 蘇丹阿里查拉加里爾沙二世（拉惹乌马）   | 1581年         | 1597年         |
| 6                              | 蘇丹阿拉烏丁利亚沙三世（拉惹满速）     | 1597年         | 1615年         |
| 7                              | 蘇丹阿都拉馬亞沙（拉惹邦苏）           | 1615年         | 1623年         |
| 8                              | 蘇丹阿都加里爾沙三世（拉惹部江）       | 1623年         | 1677年         |
| 9                              | 蘇丹依布拉欣沙                         | 1677年         | 1685年         |
| 10                             | 蘇丹馬末沙二世                         | 1685年         | 1699年         |
| 柔佛宰相王朝                   |                                        |                |                |
| 11                             | 蘇丹阿都加里爾沙四世（宰相阿都加里爾） | 1699年         | 1720年         |
| 小王 Raja Kechil               |                                        |                |                |
| 12                             | 蘇丹阿都加里爾拉馬特沙                 | 1718年         | 1722年         |
| 柔佛宰相王朝（后裔）           |                                        |                |                |
| 13                             | 蘇丹蘇萊曼巴德魯亞南沙                 | 1722年         | 1760年         |
| 14                             | 蘇丹阿都加里爾穆阿贊沙                 | 1760年         | 1761年         |
| 15                             | 蘇丹阿末利亞沙                         | 1761年         | 1761年         |
| 16                             | 蘇丹馬末沙三世                         | 1761年         | 1812年         |
| 17                             | 蘇丹阿都拉曼穆阿贊沙                   | 1812年         | 1819年         |
| 18                             | 蘇丹胡先沙                             | 1819年         | 1835年         |
| 19                             | 蘇丹阿里依斯幹達沙                     | 1835年         | 1877年         |
| 天猛公王朝                     |                                        |                |                |
| 20                             | 天猛公達因依布拉欣                     | 1855年3月10日  | 1862年1月31日  |
| 现代柔佛苏丹（天猛公王朝后裔） |                                        |                |                |
| 21                             | 蘇丹阿布峇卡                           | 1862年2月2日   | 1895年6月4日   |
| 22                             | 蘇丹依布拉欣                           | 1895年6月4日   | 1959年5月8日   |
| 23                             | 蘇丹依斯邁                             | 1959年5月8日   | 1981年5月10日  |
| 24                             | 蘇丹馬末依斯幹達                       | 1981年5月11日  | 2010年1月22日  |
| 25                             | 蘇丹依布拉欣依斯邁                     | 2010年1月23日  | 现任           |